# WinRunner
WinRunner ist ein Teil der „Functional test Software“-Komponenten, dessen anderer Teil QuickTestProfessional ist, ein automatisches GUI-Testwerkzeug, das dem Benutzer das Aufnehmen und Wiederabspielen von Interaktionen mit der Benutzeroberfläche einer zu testenden Software als Testskripte erlaubt. Das Tool benutzt eine Programmierbare Testskriptsprache (TSL), die das Verändern und Parametrisieren der Aufnahmen ermöglicht, z. B. Black-Box-Test. Es wird von der Firma Mercury Interactive, die 2006 von Hewlett-Packard übernommen wurde, hergestellt. Es ist eine HP.com-BTO-Software.
Am 15. Februar 2008 gab HP das Supportende für folgende Versionen bekannt: 7.5, 7.6, 8.0, 8.2, 9.2 all versions, all editions. Zu Einzelheiten (per wann, Limitierung, Folgeprodukt/Migrationsunterstützung) siehe im Abschnitt Weblinks.

## Verwendung
Es eignet sich zur Automation erstellter Regressionstests, bei denen Testfälle mit Daten und Navigationsobjekten, verifizierbare Ergebnisse zur Testabdeckung einer Software mit GUI liefern. Die Anwendung wird benutzergetreu an der grafischen Schnittstelle als Blackboxtests  automatisiert.  Programmiert wird in TSL. Testresultate werden generiert um genaue Analysen über die Testfälle zu erhalten. Hierzu wird der Rückgabewert nach vollzogener Aktion zur Verifizierung geprüft und addiert. Gesammelte Rückgabewerte dürfen nicht != 0 sein.
Z. B.:
```
public function FRM_Benutzer_Daten ( in table, in test, in idx, in mode )
{
 auto rc;
 rc = FRM_init_block( table, test, idx, mode );
 if ( rc != E_OK )
  return rc;
 rc+=FRM_set_window ("Administration_Benutzer_Bearbeiten", 5);
 rc+=FRM_edit_set ( table, test, "Benutzername" );
 rc+=FRM_edit_set ( table, test, "Vollständiger Name" );
 rc+=FRM_edit_set ( table, test, "Passwort" );
 rc+=FRM_edit_set ( table, test, "Paßwortbestätigung" );
 rc+=button_press( "OK" );
 return rc;
}
```

Im Idealfall wird das Ergebnis automatisiert mit den Requirements verknüpft, was erst eine reale Analyse über die Testabdeckung ermöglicht. Soll heißen über alle Objekte, Schnittstellen, Äquivalenzklassentests, Fachtests und fachübergreifenden Anforderungen. Dies wird im HP QualityCenter, ein  webbasiertes System für automatisierte Qualitätstests und das Management von Software, eingestellt.

## Aufnahmevarianten
Es existieren zwei Möglichkeiten, einen Test mit WinRunner aufzunehmen:
- Analoge Aufnahme: Dabei werden alle Bewegungen der Maus, alle Klicks und Tastenanschläge aufgezeichnet und können später wiedergegeben werden. Diese Methode ist aber relativ kritisch, da Objekte ihren Platz bei neueren Programmversionen ändern können.
- Kontextsensitive Aufnahme: Hierbei werden die Objekte der grafischen Benutzeroberfläche direkt angesprochen, so dass z. B. ein Button „Weiter“ auch dann gedrückt wird, wenn die Entwickler ihn in einer neueren Version an eine andere Position verschoben haben.

### Erweiterungen
Für die Software existieren mehrere Add-Ins:
Custom C/S
- Windows
- C++/C
- Visual Basic
- PowerBuilder
- Forte
- Delphi
- Centura
- Stingray
- SmallTalk

ERP/CRM
- Baan
- PeopleSoft Windows
- SAP ERP 6.0 mit besonderem Patch
- Siebel 5, 6 GUI Clients
- Oracle GUI Forms
- Oracle: Jinitiator, 11i, NCA
- JD Edwards Web Client

Web-Related Environments
- IE, Netscape, AOL
- JDK, Java Foundation Classes, AWT
- Symantec Visual Café
- ActiveX Controls

Sowie Schnittstellen zu anderen Testtools wie LoadRunner, Stingray, Topaz, die auch von HP BTO (ehemals Mercury Interactive) vertrieben werden, aber auch Open-Source-Projekte wie das EMOS-Framework für Keyword-Driven Testing.

### Versionen (seit 2001)
- Version 7.0 erschien im März 2001
- Version 7.6 erschien im Januar 2004
- Version 8.0 (nicht sehr stabil) erschien im Januar 2005
- Version 8.2 erschien am 18. August 2005
- Version 9.2 (aktuell) erschien im März 2007

### Verbreitung
WinRunner ist im deutschen Sprachraum nicht sehr verbreitet, es wird vor allem in England, in den USA und Indien verwendet.

## Handbücher
- WinRunner User’s Guide (PDF-Datei; 7,72 MB)
- WinRunner TSL Reference Guide (PDF-Datei; 3,66 MB)

## Open-Source-Frameworks für WinRunner
- SAFS (Software Automation Framework Support)
- EMOS-Framework (GUI Modelling)